# Eckert (cràter)
Eckert és un petit cràter d'impacte de la Lluna, que es troba aïllat d'altres. Es troba a la zona nord de la Mare Crisium (una zona circular, relativament fosca i plana).

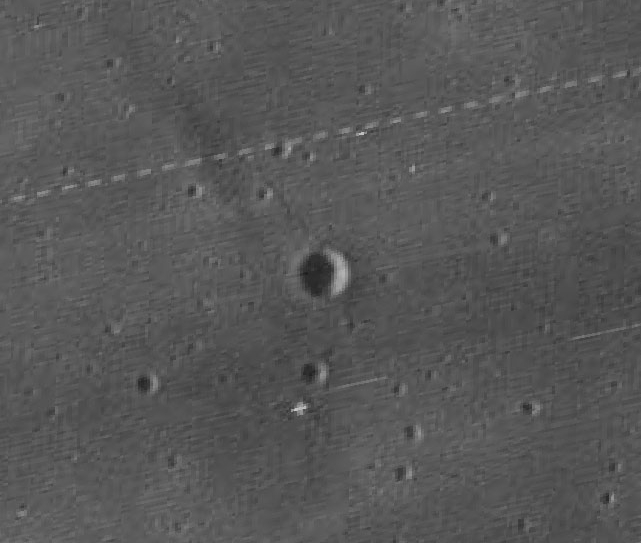
Cràter Eckert (centre de la imatge)

El cràter forma un forat circular a la superfície circumdant de la mar lunar. Els cràters més propers són Peirce (a l'oest-nord-oest) i Picard (al sud-oest). A l'oest hi ha un dorsum, característica que només és visible sota llum obliqua.